# Ficus masonii
Ficus masonii är en mullbärsväxtart som beskrevs av John Horne och John Gilbert Baker. Ficus masonii ingår i släktet fikonsläktet, och familjen mullbärsväxter. Inga underarter finns listade i Catalogue of Life.